# Aparício Silva Rillo
Apparício Silva Rillo (Porto Alegre, 8 de agosto de 1931 - São Borja, 23 de junho de 1995) foi um poeta, folclorista e escritor brasileiro.
Apesar de nascido em Porto Alegre, fixou residência em São Borja. Publicou artigos e ensaios na imprensa, livros de contos e de poesia e peças de teatro. Autor de Literatura de Latrina, sobre frases escritas nos sanitários das cidades gaúchas,Já se vieram 1978 e a série Rapa de Tacho. Ganhador do Prêmio Ilha de Laytano em 1980 e do Prêmio Nacional de Crônicas em 1978.
Foi membro da Academia Rio-grandense de Letras e da Academia da Estância da Poesia Crioula. 
Em 1962, fundou o Grupo Amador de Arte "Os Angüeras", o mais antigo em atividade no Rio Grande do Sul. Em 1979 junto à sede do Grupo organizou o Museu Ergológico da Estância, que na linha folclórica um dos únicos do Brasil. Foi um dos fundadores do Festival de Músicas para o Carnaval da cidade de São Borja em 1967. A partir de 1995, com sua morte, o festival passou a receber o seu nome em sua homenagem, passando a se chamar Festival de Músicas Para o Carnaval Apparício Silva Rillo que acontece anualmente e conta com competições de marchas e sambas para o carnaval da região da Fronteira Oeste do Rio Grande do Sul.
São conhecidas de sua autoria, 40 obras, entre elas poesias, prosa, peças de teatro, novelas, teses, monografias, antologias, além de folclore e história. 
Escreveu diversas músicas em parceria com Luiz Carlos Borges e Mario Barbará.
Em São Borja têm uma escola em sua homenagem, que se chama: Escola Estadual Aparício Silva Rillo.
É o autor dos Hinos de São Borja, Cerro Largo e Santa Rosa. 

## Obra
- Rillo, Aparício Silva. Cantigas do Tempo Velho - Versos Crioulos, São Borja, 1959

- Rillo, Aparício Silva. Pago Vago - São Borja, 1981

- Rillo, Aparício Silva. Poço de Balde, São Borja, 1991

## Fonte de referência
- Dicionário de Folcloristas Brasileiros
- Dicionário Cravo-Albin de Música Popular Brasileira